# Botriospondyl
Botriospondyl (Bothriospondylus) – rodzaj zauropoda żyjącego w późnej jurze (kimeryd) na terenach dzisiejszej Europy. Z pewnością można do tego rodzaju zaliczyć jedynie jego gatunek typowy, B. suffossus, opisany przez Richarda Owena w 1875 roku na podstawie czterech niekompletnych kręgów grzbietowych i trzech niekompletnych kręgów krzyżowych odkrytych w osadach formacji Kimmeridge Clay w Wiltshire (Anglia). Mannion (2010), dokonując rewizji rodzaju Bothriospondylus, stwierdził, że kości B. suffossus nie mają żadnych cech diagnostycznych pozwalających odróżnić ich od innych przedstawicieli kladu Neosauropoda. Upchurch, Barrett i Dodson (2004), Naish i Martill (2007) oraz Mannion (2010) uznali B. suffossus za nomen dubium; w konsekwencji Mannion (2010) stwierdził, że Bothriospondylus nie jest ważnym taksonem. Naish i Martill (2007) zwrócili uwagę, że choć B. suffossus jest często zaliczany do rodziny Brachiosauridae, w rzeczywistości można go sklasyfikować jedynie jako przedstawiciela Neosauropoda o niepewnej pozycji filogenetycznej; także Mannion (2010) ograniczył się do zaliczenia go do Neosauropoda.
Owen (1875) opisał jeszcze 3 gatunki z rodzaju Bothriospondylus. Na podstawie pojedynczego kręgu grzbietowego odkrytego w osadach środkowojurajskich (baton) w Wiltshire opisał gatunek B. robustus; dopuszczał jednak możliwość, że gatunek ten może reprezentować odrębny rodzaj, dla którego zaproponował nazwę Marmarospondylus. Dwa kręgi grzbietowe, które w 1870 roku Harry Seeley przypisał wczesnokredowemu gatunkowi Ornithopsis hulkei, Owen przypisał do dwóch różnych gatunków z rodzaju Bothriospondylus; kręg z wyspy Wight przypisał gatunkowi B. magnus, a kręg z Sussex uczynił holotypem B. elongatus. Nie ma podstaw, by zakładać, że te trzy gatunki rzeczywiście reprezentują ten sam rodzaj co B. suffossus. Upchurch, Barrett i Dodson (2004), Naish i Martill (2007) oraz Mannion (2010) uznali B. robustus i B. elongatus za nomina dubia; Upchurch, Barrett i Dodson uznali za nomen dubium także B. magnus. Naish i Martill (2007) oraz Mannion (2010) uznali za prawdopodobną przynależność B. robustus do kladu Macronaria; Mannion (2010) uznał B. magnus za młodszy synonim Ornithopsis hulkei, zaś B. elongatus sklasyfikował jedynie jako zauropoda o niepewnej pozycji filogenetycznej.
Poza Anglią skamieniałości przypisywane zwierzętom z rodzaju Bothriospondylus odkryto też osadach ze środkowej i późnej jury we Francji, Portugalii i na Madagaskarze oraz w osadach z późnej kredy w Argentynie; na podstawie części skamieniałości z Madagaskaru opisano nawet piąty gatunek botriospondyla, B. madagascariensis. Według Manniona (2010) nie ma jednak podstaw by zakładać, że te skamieniałości należały do zwierząt reprezentujących ten sam rodzaj co B. suffossus. Skamieniałość z Argentyny reprezentuje odrębny rodzaj Nopcsaspondylus, zaś okaz z Francji – odrębny rodzaj Vouivria. Richard Lydekker opisał B. madagascariensis w 1895 roku na podstawie skamieniałości odkrytych w środkowojurajskich (baton) osadach formacji Isalo III na północnym zachodzie Madagaskaru (dzisiejsza prowincja Mahajanga). Holotypem jest kręg grzbietowy oznaczony NHM R2598; Lydekker zaliczył też do serii oryginalnej B. madagascariensis inne kręgi oraz kości kończyn, obręczy piersiowej i miednicznej pochodzące z formacji Isalo III. Nie wiadomo, czy wszystkie te skamieniałości pochodzą z tego samego miejsca, a tym bardziej czy należą do jednego osobnika; Mannion, stwierdziwszy dublowanie się niektórych kości z serii oryginalnej oraz różnice w ich wielkości, uznał, że kości te musiały należeć do co najmniej trzech różnych osobników, a być może nawet do różnych taksonów. Później znaleziono na Madagaskarze jeszcze inne kręgi i kości kończyn, a także ząb, szewron i kość łonową, które mogły należeć do B. madagascariensis. Annie Ogier (1975) w niepublikowanej rozprawie doktorskiej opisała niekompletne szkielety co najmniej pięciu młodych zauropodów odkrytych w formacji Isalo III, które zaliczyła do rodzaju Bothriospondylus, nie przesądzając o ich przynależności gatunkowej. José Bonaparte w 1986 r. przeniósł opisany przez Ogier materiał kopalny do nowego rodzaju Lapparentosaurus; uznał też, że wszystkie skamieniałości przypisywane Bothriospondylus madagascariensis w rzeczywistości reprezentują właśnie rodzaj Lapparentosaurus. Mannion (2010) stwierdził jednak, że do rodzaju Lapparentosaurus należy wyłącznie materiał kopalny opisany przez Ogier i że nie ma podstaw by uznać B. madagascariensis za synonim Lapparentosaurus madagascariensis; zdaniem tego autora budowa kości z serii oryginalnej B. madagascariensis wskazuje, że gatunek ten był przedstawicielem kladu Eusauropoda nienależącym do Neosauropoda, lecz bliżej spokrewnionym z Neosauropoda niż rodzaj Archaeodontosaurus (natomiast Lapparentosaurus w opinii Manniona należał do kladu Titanosauriformes). Ponieważ nie ma podstaw by zaliczać B. madagascariensis do rodzaju Bothriospondylus, w przyszłości może być dla tego gatunku potrzebna nowa nazwa rodzajowa; Mannion nie nadał mu jej, wskazując na konieczność wcześniejszego zbadania innych, lepiej zachowanych skamieniałości przypisywanych zauropodom z tego gatunku.
Znaczenie jego nazwy: wydrążony krąg, wykopane kręgi .